# Chang'an (stad)
Chang'an (vereenvoudigd Chinees: 长安; traditioneel Chinees: 長安; pinyin: Cháng'ān) is de oude hoofdstad van meer dan tien dynastieën in China. "Chang'an" betekent "Eeuwige Vrede" in Klassiek Chinees. (Tijdens de kortstondige Xin-dynastie werd de naam veranderd in 常安, uitgesproken op dezelfde wijze in het Mandarijn, maar nu met de betekenis van "Frequente Vrede"; na de val van Xin in 23, werd de naam terugveranderd). Onder de Ming-dynastie, werd de naam van de stad veranderd in Xi'an (西安), wat "Westelijke Vrede" betekent, zoals de stad vandaag de dag nog wordt genoemd.
In de geschiedenis van Chang'an is de stad verschillende keren verplaatst, onder de Han-dynastie bevond deze zich 5 kilometer ten noordwesten van het huidige Xi'an, Shaanxi. Een andere locatie van Chang'an gedurende de Tang-dynastie omvatte het gebied binnen de muren van Xi'an, kleine delen van oostelijk, westelijk en een belangrijk deel van zuidelijke voorsteden van de huidige stad. Het is 8 keer zo groot als de stad onder de Ming-dynastie, die werd gereconstrueerd op basis van de keizerlijke stad van de Sui- en Tang-dynastieën. Chang'an was een van de grootste en dichtstbevolkte steden van de wereld, met meer dan een miljoen inwoners.

## Han-dynastie
Gedurende de Han-dynastie was Chang'an de hoofdstad van de Westelijke-Han. Voor de stichting van de stad was de hoofdstad in de Qin-dynastie Xianyang aan de overzijde van de Weirivier, ten noordwesten van Xi'an in het huidige Shaanxi. In 202 v.Chr. werd het Xingle paleis (兴乐宫), uit de Qin-dynastie gerenoveerd en omgedoopt in het Changle paleis (长乐宫). Twee jaar later werd het Weiyang paleis (未央宫) gebouwd, door de Han-keizer Gaozu. Het paleis besloeg een kwart van de oppervlakte van de stad. In 195 v.Chr. werd begonnen met de stadsmuren en verschillende nieuwe paleizen werden gebouwd. Chang'an had 160 woonwijken en 8 hoofdstraten die konden worden gebruikt door rijtuigen. De stad fungeerde als een brug tussen Europa en Azië.
Behalve hoofdstad was Chang'an het oostelijke eindpunt van de Zijderoute en een grote metropool, vergelijkbaar met de grootste en belangrijkste Romeinse steden in die tijd. De stad had een grote bevolking, ca. 250.000 inwoners, door de belangrijke politieke rol die zij speelde, en in mindere mate door de handel en industrie.

## Sui-dynastie
De Oostelijke-Han hadden hun hoofdstad verplaatst naar Luoyang en Chang'an de naam Xijing (西京) dat Westelijke hoofdstad betekent. Latere dynastieën maakten echter opnieuw van Chang'an hun hoofdstad. In 582 wees Keizer Wen van de Sui-dynastie een plaats ten zuidwesten van de stad aan om een nieuwe hoofdstad te bouwen, die hij Daxing noemde.

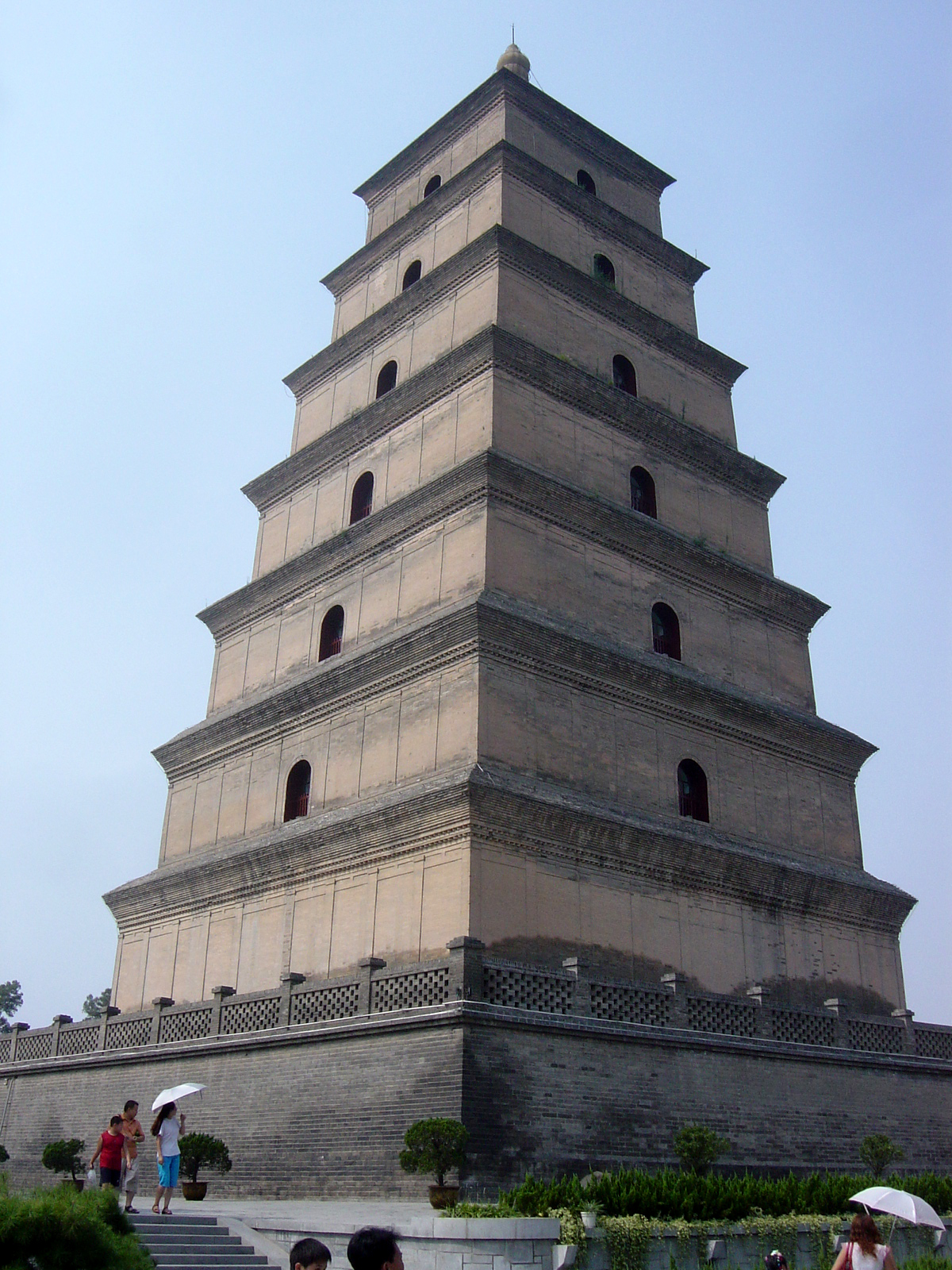
De Grote Wilde Ganzenpagode (652 n.Chr.) in het zuidoosten van Chang'an

## Tang-dynastie
Tijdens de Tang-dynastie (618 - 907) was Chang'an samen met Constantinopel (Istanboel) en Bagdad een van de grootste steden ter wereld. Het was een kosmopolitische stad met Boeddhistische en Taoïstische kloosters maar ook met Manicheïstische, Nestoriaans-Christelijke en Mazdeïsche tempels. De stad was aangelegd met straten en ommuurde wijken in een rasterpatroon, telde meer dan een miljoen inwoners en was toonaangevend voor de stedenbouw in Oost-Azië. Twee hoofdsteden van het oude Japan zijn naar het voorbeeld van Chang'an gebouwd - Nara, gesticht in 710 en Kioto (京都), gesticht in 794 - alsook de hoofdstad van de Koreaanse Silla-dynastie, Gyeongju (경주시). In Kioto zijn nu nog kenmerken te vinden die zijn overgenomen van Chang'an.
Aanvankelijk resideerden de Tang-keizers in het Taiji-paleis (太極宮) van de Sui-dynastie. Dit complex met een oppervlakte van 1,9 km2 was gelegen aan de noordzijde van de Keizerlijke Stad, de centrale regeringswijk van Chang'an. Het Taiji-paleis was echter gebouwd op laaggelegen grond, wat vocht-gerelateerde problemen tot gevolg had. De derde Tang-keizer Gaozong verplaatste het hof in 622 naar het nabijgelegen Daming-paleis (大明宮) aan de noordzijde van het stad. Met een oppervlakte van 3,11 km2 was het complex ruim vier keer zo groot als de Verboden Stad in Beijing.

## Teloorgang
In juli 756 werd Chang'an ingenomen door de rebellerende generaal An Lushan, in wat bekend is geworden als de Anshi-opstand (755-763), mogelijk een van de dodelijkste conflicten in de menselijke geschiedenis tot de twintigste eeuw. De stad werd geplunderd en ongeveer de halve bevolking, inclusief het keizerlijk hof, sloeg op de vlucht. De Tang heroverde de stad in 757, maar in de jaren daarna werd Chang'an meermaals aangevallen door Tibetaanse en Oeigoerse troepen die in de chaos van de Anshi-opstand betrokken waren geraakt.
Chang'an herstelde nooit volledig van de Anshi-opstand. De Tang-keizers keerden terug, maar door vlucht, oorlog en epidemieën was de bevolking in omvang sterk geslonken en de handel teruggelopen. Muiterijen en de groeiende macht van eunuchen aan het hof teisterden de dynastie en hielpen militaire factievorming in de hand. De ingestorte economie leidde tot anarchie op het platteland en de vorming van bandietenlegers. Eén daarvan, onder aanvoering van Huang Chao, viel Chang'an in 880 aan en brandde de stad tot de grond toe af. Dit betekende het einde van Chang'an als wereldstad. De ernstig verzwakte Tang-dynastie wist de verwoeste stad in 883 te heroveren, maar verloor deze in 904 weer aan oorlogsheer Zhu Wen. Zhu gaf opdracht de restanten van Chang'an af te breken en het nog bruikbare bouwmateriaal af te voeren naar zijn eigen machtsbasis in Luoyang. De Tang-dynastie zelf kwam in 907 definitief ten val toen Zhu de laatste keizer afzette en de Latere Liang-dynastie vestigde met Luoyang als hoofdstad.
Met de ondergang van Chang'an kwam er na ruim elf eeuwen een einde aan het dal van de Wei-rivier als voornaamste machtscentrum van China.